# Raionul Hadeaci, Poltava
Hadeaci (în ucraineană Гадяцький район, transliterat: Hadeațkîi raion) este un raion în regiunea Poltava, Ucraina. Reședința sa este orașul Hadeaci.

## Demografie
Componența lingvistică a raionului Hadeaci
     Ucraineană (96,86%)
     Rusă (2,75%)
     Alte limbi (0,24%)
Conform recensământului din 2001, majoritatea populației raionului Hadeaci era vorbitoare de ucraineană (96,86%), existând în minoritate și vorbitori de rusă (2,75%).